# リック・ハズバンド
リチャード・ダグラス・“リック”・ハズバンド（Richard Douglas "Rick" Husband、1957年7月12日 - 2003年2月1日）は、アメリカ合衆国の宇宙飛行士。STS-107の機長としてコロンビア号空中分解事故に巻き込まれて死亡した。宇宙名誉勲章の受章者である。

## 背景
ハズバンドはテキサス州アマリロで生まれ、ベルマー小学校、クロケット中学校を経て、アマリロ高校を1975年に卒業した。1980年にテキサス工科大学で機械工学の学士号、1990年にカリフォルニア州立大学フレズノ校で機械工学の修士号を得た。妻のエヴェリンは、2004年の著書High Calling: The Courageous Life and Faith of Space Shuttle Columbia Commander Rick Husbandの中で、ハズバンドとのキリスト教生活や宇宙飛行士になるという夢をかなえるまでの苦闘について描いている。ハズバンドには娘のローラと息子のマシューという2子がいる。エヴェリンはその後、2008年1月にビル・トンプソンと再婚し、2008年にケネディ宇宙センターで行われた、コロンビア号空中分解事故5周年の追悼式で基調講演を行った。

## 空軍でのキャリア
テキサス工科大学を卒業後、ハズバンドは少尉としてアメリカ空軍に入隊し、オクラホマ州のヴァンス空軍基地でパイロットの訓練を受けた。1981年10月に訓練を終了すると、次にフロリダ州のホームステッド空軍基地でF-4の訓練を受けた。1982年9月にF-4の訓練も終了すると、ジョージア州ムーディ空軍基地のF-4Eの部隊に配属された。1985年9月から11月にかけて、彼はホームステッド空軍基地のF-4指導者学校に通い、1985年12月からカリフォルニア州のジョージア空軍基地でF-4Eの教官を務めた。
1987年12月、彼はカリフォルニア州のエドワーズ空軍基地で、テストパイロット学校に通った。卒業までに、彼はF-4及びF-15の5つ全てのモデルのテスト飛行を行った。
1992年6月、ハズバンドはイギリス空軍とのテストパイロット交換制度によってイングランドのAircraft and Armament Evaluation Establishmentに配属された。彼は、40以上の種類の飛行機に乗って、3800時間以上の飛行を経験した。

## NASAでのキャリア
ハズバンドは1994年12月にアメリカ航空宇宙局の宇宙飛行士候補に選出された。1995年3月からジョンソン宇宙センターで1年間の訓練を評価を受け、その後スペースシャトルの改良や月、火星への往来の研究を行った。晩年は、彼は宇宙飛行士室の安全部門の責任者を務めた。1999年にSTS-96で初宇宙飛行を経験し、235時間13分を宇宙で過ごした。また2003年初めに打ち上げられたSTS-107では機長に任命された。

## シャトルのミッション
- STS-96（1999年5月27日-6月6日）は、ディスカバリーを用いた10日間のミッションで、国際宇宙ステーションに初めてドッキングを行い、翌年初めに来る最初の滞在員のために4トンの物資を運搬した。9日と19時間13分で地球を153周し、400万マイルを飛行した。
- STS-107（2003年1月16日-2月1日）は、コロンビアを用いた16日間のミッションで、微小重力空間での80以上の実験を行った。2月1日早朝、大気圏再突入の際に空中分解事故が起こり、乗組員全員が死亡するという悲劇で終わった。

## 記念
- ハズバンド・ホール：フロリダ工科大学
- ハズバンド・ヒル：火星のコロンビア・ヒルズ
- 小惑星51823リック・ハズバンド
- リック・ハズバンド・アマリロ国際空港
- リック・ハズバンド通り：テキサス州エルパソ
- ハズバンド・ボーイング工学特別教育課程：カリフォルニア州立大学フレズノ校